# Cnemolia bertrandi
Cnemolia bertrandi är en skalbaggsart som beskrevs av Stefan von Breuning 1956. Cnemolia bertrandi ingår i släktet Cnemolia och familjen långhorningar.
Artens utbredningsområde är Rwanda. Inga underarter finns listade i Catalogue of Life.